# Благодать (Удмуртия)
Благодать — деревня в Алнашском районе Удмуртии, входит в Муважинское сельское поселение. Находится в 23 км к юго-востоку от села Алнаши и в 98 км к югу от Ижевска.
Население на 1 января 2008 года — 20 человек.

## История
На 1 января 1939 года деревня Благодать числилась в составе Муважинского сельсовета Алнашского района. В 1945 году в выселке Благодать образована сельхозартель (колхоз) «Сеятель».
В 1950 году проводится укрупнение сельхозартелей, колхозы нескольких соседних деревень объединены в один колхоз «Красный Октябрь», центральная усадьба которого размещена в деревне Муважи, в состав укрупнённого колхоза среди прочих вошёл колхоз выселка Благодать. В 1963 колхоз «Красный Октябрь» переименован в колхоз «Кама». В 1972 году Муважинский сельсовет переименован в Кузебаевский сельсовет.
Повторно Муважинский сельсовет образован постановлением Госсовета УР от 26 октября 2004 года, выделен из состава Кузебаевского сельсовета. Постановлением Госсовета УР от 26 октября 2004 года выселок Благодать Кузебаевского сельсовета был преобразован в деревню Благодать. 16 ноября того же года Муважинский сельсовет был преобразован в муниципальное образование «Муважинское» и наделён статусом сельского поселения.